# Таловка (река, впадает в Охотское море)
Та́ловка (в верховье Куюл) — река на северо-западе полуострова Камчатка. Протекает по территории Пенжинского района Камчатского края России. По площади бассейна Таловка занимает 3-е место среди рек региона и 48-е — в России.

## Гидроним
Название произошло от корякского Таласу — «толчёное, битое». Второе название Куюл с корякского переводится как «глубокая река». Также зафиксировано эвенское название Хэехен — «макушка».

## Населённые пункты и хозяйственная деятельность
В бассейне реки находится единственный населённый пункт — село Таловка, расположенный на берегу крупнейшего притока, реки Энычаваям. В долине правого притока реки Куюл — реки Ичигиннываям — расположено золото-серебряное месторождение Аметистовое, крупнейшее в Камчатском крае.

## Гидрография
Длина реки — 458 км, площадь водосборного бассейна — 24 100 км².
Исток реки Куюл находится на западных отрогах Ветвейского хребта, далее река протекает по Парапольскому долу (в том числе, через крупнейшее из его озер, Таловское). Ниже слияния Куюла и Энычаваяма река пересекает Пенжинский хребет и впадает в Пенжинскую губу залива Шелихова.
Среднемноголетний расход воды в устье — 240 м³/с (объём стока 7,575 км³/год). Питание реки преимущественно снеговое, причём объём снегового питания увеличивается в многоводные годы, а подземного — в маловодные. Река вскрывается к середине мая, пик половодья как правило приходится на середину июня, его общая продолжительность 65—75 дней. Также на это время приходится до 70 % годового водного стока. Межень прерывиста, её длительность обычно не более 100 дней. Осенью, с августа по октябрь, проходит около 20 % годового стока.

## Ихтиофауна
В водах реки обитают щука, чир, сибирская ряпушка, пенжинский омуль, малоротая и зубастая корюшки, сиг-востряк, валек, камчатский хариус, горбуша, кета, кижуч, мальма, кунджа, голец Леванидова, налим.

## Притоки
Речную сеть бассейна образуют 66 водотоков длиной более 10 км, её средняя густота 0,97 км/км². Правых притоков больше и они длиннее левых.
Объекты перечислены по порядку от устья к истоку.
- 6 км: Эктвеем (Лавтуваям)
- 13 км: река без названия
- 14 км: река без названия
- 23 км: Куюлпиль
- 31 км: река без названия
- 40 км: река без названия
- 44 км: река без названия
- 49 км: река без названия
- 54 км: река без названия
- 59 км: Коневаям
- 76 км: Айнын, Кедровая
- 78 км: Террасовая
- 99 км: Амитгин, Ганипиняваям
- 100 км: река без названия
- 101 км: река без названия
- 108 км: река без названия
- 119 км: Лекасын (Пенагын)
- 122 км: река без названия
- 131 км: Ганычалан
- 132 км: Олений
- 140 км: Милутваям
- 151 км: Энычаваям
- 154 км: Имлан, Майни Имланваям
- 155 км: река без названия
- 170 км: Уннэйваям
- 176 км: Гыйныкваям
- 184 км: река без названия
- 194 км: река без названия
- 197 км: река без названия
- 203 км: Йыгтылаваям
- 211 км: Цнаваям
- 222 км: река без названия
- 231 км: Гальмоваям
- 232 км: река без названия
- 239 км: река без названия
- 250 км: река без названия
- 255 км: река без названия
- 259 км: Ывтыль Куюл
- 262 км: река без названия
- 265 км: река без названия
- 268 км: Ганкуваям
- 284 км: река без названия
- 285 км: река без названия
- 290 км: река без названия
- 292 км: Ичигиннываям
- 302 км: река без названия
- 307 км: Весёлая
- 308 км: река без названия
- 316 км: река без названия
- 317 км: Тынгынваям
- 321 км: река без названия
- 327 км: река без названия
- 333 км: река без названия
- 368 км: река без названия
- 378 км: река без названия
- 384 км: Гилянваям
- 389 км: ручей Илыилькиваям
- 391 км: Кучьаваям
- 395 км: река без названия
- 398 км: Кунтыкляваям
- 403 км: река без названия
- 411 км: Акалькиняваям
- 440 км: река без названия